# Дети индиго
Де́ти инди́го — псевдонаучный термин, впервые введённый экстрасенсом Нэнси Энн Тэпп, для обозначения детей, которые, по её мнению, обладают аурой цвета индиго. Широкую известность термин получил в конце 1990-х благодаря упоминанию в источниках, имеющих отношение к движению нью-эйдж. Детям индиго приписывают множество различных свойств, такие как: высокий уровень интеллекта, необычайная чувствительность, телепатические способности и многое другое. Утверждается также, что «дети индиго» будто бы представляют собой «новую расу людей». Явлению «детей индиго» были посвящены несколько фильмов и большое количество книг, но многие авторы расходятся во мнениях и представлениях.
Несмотря на широкую известность, не существует ни одного научного доказательства существования этого феномена. Скептически настроенные педагоги и журналисты отмечают, что само явление «дети индиго» носит характер мистификации. Кроме того, бо́льшая часть признаков и качеств «детей индиго» давно известна психиатрам и психотерапевтам и описывается диагнозом «синдром дефицита внимания и гиперактивности».
Некоторые родители предпочитают маркировать своих детей, у которых обнаружены проблемы с обучаемостью, как детей индиго, чтобы альтернативно диагностировать их. Критики рассматривают это как способ для родителей избежать рассмотрения педиатрического лечения или психиатрического диагноза. Некоторые списки черт, используемых для описания детей индиго, также подвергались критике за то, что они были достаточно расплывчаты, чтобы их можно было применить к большинству людей, что является формой эффекта Форера.
Американский религиовед, доктор философии, преподаватель кафедр теологии и истории религий Семинарии Черри Хилл Сара Уидон считает, что социальное конструирование детей индиго является ответом на «заметный кризис детства в Америке», что проявляется в увеличении насилия, а также в распространении синдрома дефицита внимания и гиперактивности. Уидон полагает, что родители обозначают своих детей как индиго для того, чтобы дать равноценное объяснение их неправильному поведению, вытекающему из этого синдрома.

## Происхождение термина
Термин впервые использовался экстрасенсом Нэнси Энн Тэпп в 1982 году в книге «Понимание твоей жизни с помощью цвета». Начиная с 1960-х годов, Тэпп считала, что многие дети имеют ауру цвета индиго. В наше время, по мнению Тэпп, 70 % детей в возрасте до 10 лет и 40 % в возрасте от 15 до 25 являются «индиго».
Широкое распространение термин получил в 1999 году после успеха книги Ли Кэрролла и его жены Джен Тоубер «Дети Индиго: Новые дети уже пришли». Кэрролл утверждает, что подобная тема предстала как следствие общения с «носителем ангельской энергии», которого он именует Крайон.

## Особенности «детей индиго»
Явлению «дети индиго» посвящено большое число книг. Несмотря на широкую известность явления, на сегодняшний день не существует чётких критериев, по которым можно отличить их от остальных детей. Признаки, которые приводятся разными авторами, могут кардинально различаться. Тем не менее, можно выделить среди всего разнообразия критериев некоторые, которые пользуются наибольшей популярностью.
Ниже приведён перечень качеств и основных признаков, которые обычно приписывают «детям индиго».
- Асоциальность, низкая коммуникабельность, склонность замыкаться в себе;
- Самоуважение, индивидуализм, нежелание подчиняться другим, неприятие авторитетов;
- Большой творческий потенциал в сочетании с высоким уровнем интеллекта[5];
- Склонность приобретать знания эмпирическим путём; интерес к далёким друг от друга предметам;
- Неусидчивость, энергичность, дефицит внимания[5];
- Импульсивность, резкие перепады настроения и поведения, при неблагоприятном стечении обстоятельств склонность к депрессиям[11];
- Чувство социальной несправедливости, повышенное чувство ответственности[11];
- Невосприимчивость к традиционным приёмам воспитания;
- Развитая интуиция и чувство опасности[11];
- Способность быстро осваивать использование цифровых технологий[5].

### Связь с синдромом дефицита внимания и гиперактивности
У многих детей, помеченных родителями как «индиго», диагностируют синдром дефицита внимания и гиперактивности (СДВГ), так в книге Тобера и Кэрролла «Дети индиго» эта концепция была связана с диагнозом СДВГ. Дэвид Коэн заявил: «С точки зрения медицины, СДВГ — это дефект. Это расстройство. Многим родителям идея „одаренного ребёнка“ гораздо более привлекательна, чем идея расстройства». Многие, помеченные как «индиго», были обучены на дому. Дети, помеченные как «индиго», имеют те же характеристики, что и те дети, которые выросли у самовлюбленного родителя и подвергались эмоциональному насилию.
Исследование, проведенное в 2011 году, показало, что родители детей с СДВГ, которые маркируют своих детей как «индиго», таким образом воспринимают признаки СДВГ, более позитивно и испытывают меньшее разочарование, хотя они по-прежнему испытывают больше негативных эмоций, чем родители детей без диагноза.

### Отношение к аутизму
Исследовательница аутизма Митци Вальц связала «детей индиго» с аутистическим спектром . Сторонники концепции «детей индиго» классифицируют аутистические симптомы как телепатические способности и пытаются придать симптомам позитивные черты. Вальц заявляет, что эти убеждения могут быть опасны, так как родители отрицают наличие нарушений, избегают проверенных методов лечения и тратят значительные средства на бесполезные вмешательства. Вальц заявляет, что «родители могут также передавать ребенку системы убеждений, которые усугубляют симптомы и вводят детей в заблуждение».

## Оценки
Профессор философии и скептик Роберт Тодд Кэрролл отмечает, что использующие термин «дети индиго» часто имеют разную квалификацию и опыт, и родители могут маркировать своего ребенка как «индиго» в качестве альтернативы диагнозу, который подразумевает плохое воспитание, нарциссизм или психическое заболевание. Это подтверждается академическими психологами. Некоторые эксперты в области психического здоровья обеспокоены тем, что маркировка ребенка как «индиго» способно задержать правильную диагностику и лечение или изучить способ воспитания, который стал причиной такого поведения.

Директор Института возрастной физиологии РАО, академик РАО, доктор биологических наук, профессор М. М. Безруких отмечает:
Собственно говоря, все черты, которые приписываются этим детям, встречаются у значительного числа детей как вместе, так и по отдельности. […] За 25 лет разговоров о «детях индиго» не удалось увидеть и обследовать ни одного. Если же говорить о живучести мифов, думаю, что большое внимание к ребенку проявляется у нас очень специфично. Многие родители рассматривают «вложения в развитие» как инвестицию, которая обязательно должна дать желаемый результат. Но увы — ребёнок не всегда может соответствовать притязаниям родителей, и тогда становится очень востребована идея оригинальности, необычности. Это позволяет «снять ответственность» с себя и возложить её на «непонимающих» учителей, воспитателей, общество.

Директор департамента политологии и социологии Института политических и социальных наук Уральского федерального университета, заведующий кафедрой прикладной социологии, доктор философских наук, профессор А. В. Меренков отмечает:
Как правило, появлению завышенной самооценки у ребенка предшествует период, когда ему разрешалось вести себя абсолютно свободно, когда взрослые откликались на любое требование, которое нередко напоминало приказ. У ребенка постепенно сформировалось представление о том, что какие-либо правила поведения к нему не относятся. Отсюда пренебрежение мнением, оценками, требованиями родителей, сверстников. В итоге культура взаимоотношений с людьми осталась непостигнутой… Это вызывает появление самоуверенности — чувства, усиливающего вероятность возникновения различных конфликтов с окружающими. Можно предположить, что родители, убежденные в том, что их ребенок сам знает, как жить, потому что он индиго, собственными руками формируют его высокомерие и чувство значимости.

## Коммерциализация
Концепция детей-индиго была подвергнута критике за то, что она меньше заботится о детях и их потребностях, чем о том, какую выгоду самозваные эксперты получат с продажи книг и видео, а также прибыльных консультаций, летних лагерей, конференций и выступлений.

## «Дети индиго» в религиозных течениях
Нэнси Энн Тапп первоначально отметила, что один тип «детей индиго» должен был возглавить новые религиозные движения.
Языческая писательница Лорна Теддер с юмором отмечает, что каждая знакомая ей язычница, которая имеет или собирается завести ребёнка, считает, что её ребёнок — ребёнок индиго.
С. Зоре Кермани заявляет: «Несмотря на проблемы с властью, неконтролируемым нравом и властным эго, дети Индиго являются идеальным потомком многих родителей-язычников: чувствительных, имеющих экстрасенсорные способности и сильных волей», но также отмечает, что ребёнок имеет менее сильные способности, чем надеятся родители желая выделить своих детей от «менее развитых масс».
Даниэль Клайн в эссе «The New Kids: Indigo Children and New Age Discourse» отмечает, что магическая вера в то, что невинность детей приравнивается к духовным силам, существует на протяжении веков и что движение «детей индиго» заключается в религиозном отказе от научной медицины. В частности, он утверждает, что Нэнси Энн Тапп извлекла некоторые свои идеи от Чарльза Вебстера Ледбитера (её главное нововведение — подчеркивание связи между детьми и цветом индиго), а также то, что принятие этой концепции в Нью-Эйдж является реакцией на диагнозы СДВ, СДВГ и аутизма. Клайн также обсуждает, как Кэрролл и Тобер пытались дистанцироваться от религиозных верований в отношении «детей индиго», чтобы сохранить контроль над концепцией (даже отрекаясь от своих предыдущих утверждений об аурах).
В 2014 году на фестивале Кембриджского университета антрополог Бет Синглер обсудила связь между явлением «детей индиго» и джедаизмом.

## Художественные фильмы
- «Дети Индиго. Новое испытание для взрослых». Реж. Сергей Левашов, 2007 г. По заказу ОАО «ТВ Центр»
- «Дети Индиго». Из серии «Необъяснимо, но факт»
- «Дети Индиго». Из серии «Теория невероятности»
- «Эволюция Индиго» (производство США) — фильм Джеймса Тваймана
- Фильм «Индиго» (пр-во США). Реж. Стивен Дойч. В главной роли Нил Дональд Уолш, 2003 г.
- Фильм «Дети Света»: режиссёр Валерий Шатин. По заказу Международного Центра Рерихов
- Художественный фильм «Индиго» (производство: Россия). Реж. Роман Прыгунов, 2008 г.

### Научная
- Бесчасная А. А. Дети-индиго — пришельцы из космоса? // Человек. — 2008. — № 3. — С. 178—181.
- Бигнова М. Р. Новые религиозные движения в современном российском обществе: духовные смыслы и образовательные парадигмы // European Social Science Journal. — 2013. — № 3. — С. 288—296. — ISSN 2079-5513.
- Богатырёв В. В. Глобализация и человек // Научная жизнь. — 2009. — № 4. — С. 82—84. — ISSN 1991-9476.
- Владимирова Л. Дети нового времени (Обзор публикаций о феномене индиго) // Воспитание школьников. — 2008. — № 1. — С. 53—55. — ISSN 0130-0776.
- Владимирова Л. Дети нового времени (Обзор публикаций о феномене индиго) // Воспитание школьников. — 2008. — № 3. — С. 64—66. — ISSN 0130-0776.
- Владимирова Л. Дети нового времени (Обзор публикаций о феномене индиго) // Воспитание школьников. — 2008. — № 4. — С. 55—58. — ISSN 0130-0776.
- Владимирова Л. Дети нового времени (Продолжаем обзор публикаций о феномене индиго) // Воспитание школьников. — 2008. — № 5. — С. 63—65. — ISSN 0130-0776.
- Гнатик Е. Н. Проблемы экспансии парамедицины // Безопасность Евразии. — 2007. — № 4. — С. 305—328. — ISSN 1607-7334.
- Горлова Н. А. Смысловая сфера современного ребёнка как основа профилактики, коррекции и развития // Специальное образование. — 2013. — № 2. — С. 19—32.
- Дремина И. Е., Шалаева С. Л. Дети индиго: реальность или миф // Пятнадцатые Вавиловские чтения. Инновационные ресурсы и национальная безопасность в эпоху глобальных трансформаций материалы постоянно действующей Всероссийской междисциплинарной научной конференции с международным участием (Йошкар-Ола, 8-9 декабря 2011 года) : в 2 ч / М-во образования и науки Российской Федерации, Федеральное гос. бюджетное образовательное учреждение высш. проф. образования "Марийский гос. технический ун-т", Фак. социальных технологий МарГТУ [и др.]. — Йошкар-Ола: МарГТУ, 2012. — С. 204—206.
- Заболотняя М. В. Дети индиго, или Сто оттенков меланхолии цинично, лирично, праудиво, либерастич // Вопросы театра. — М.: Государственный институт искусствознания, 2011. — № 1—2. — С. 31—54. — ISSN 0507-3952.
- Залевский Г. В., Кузьмина Ю. В. «Дети индиго»: психологическая реальность или психологический миф? Между одарённостью и синдромом дефицита внимания с гиперактивностью // Сибирский психологический журнал. — Томск: ТГУ, 2009. — № 31. — С. 73—75. — ISSN 1726-7080.
- Иващенко Н. «Дети Индиго» и кризис традиционной педагогики // Знание — сила. — 2008. — № 9. — С. 37—42.
- Клягин Н. В. Инфантильная наука // Философия и культура. — 2011. — № 7. — С. 19—29. — ISSN 1999-2793.
- Кон И. С. Мальчик — отец мужчины. — М.: Время, 2009. — 704 с. — ISBN 978-5-9691-0527-0.
- Королёв А. А. Роль личности в истории: гении и таланты // Общество и человек. — 2010. — № 1 (1). — С. 70—83. — ISSN 2218-9728.
- Криворученко В. К. Российская молодёжь: лабиринты развития // Точки над Ё. — 2012. — № 2 (3). — С. 37—45.
- Кэрролл Р. Т. Дети индиго // Энциклопедия заблуждений: собрание невероятных фактов, удивительных открытий и опасных поверий. — М.: Издательский дом «Вильямс», 2005. — 672 с. — ISBN 5-8459-0830-2, ISBN 0-471-27242-6.
- Мамычева Д. И. От детоцентризма к «потреблению» детства // Философия права. — Ростов-на-Дону: РЮИ МВД России, 2011. — № 4. — С. 79—82.
- Москатова А. К. Феноменология саморазвития и трансформации самосознания // Вестник Академии знаний. — 2013. — № 1 (4). — С. 113—119. — ISSN 2304-6139.
- Москатова А. К. Самореализации в индивидуальном развитии // Вопросы гуманитарных наук. — 2013. — № 2. — С. 79—86. — ISSN 1684-2618.
- Рахматуллин Т. Г., Рахматуллин М. Т. Дети индигокак необычная форма одарённости // Современные проблемы науки и образования. — 2014. — № 2. — С. 236. — ISSN 1817-6321.
- Савенков А. И. «Дети индиго». Родословная опасного мифа // Современное дошкольное образование. Теория и практика. — 2009. — № 2.
- Самородов Д. П. Новые  (индиго)  дети — первый  десант  звёздного человечества.  Шестая  раса  идёт: метаисторический взгляд на проблему / Д. П. Самородов ; Акад. наук Республики Башкортостан, Отд-ние гуманитарных наук, Федеральное агентство по образованию, Стерлитамакская гос. пед. акад., Стерлитамакский фил. Башкирского гос. ун-та. — Уфа: Гилем, 2006. — 260 с. — ISBN 5-7501-0751-5.
- Соколова Н. В. «Дети индиго» — миф или реальность? // Alma mater (Вестник высшей школы). — 2014. — № 1. — С. 107—112.
- Черкасова О. А. Влияние психофизиологических особенностей младших школьников на успешность учебной деятельности и обучения с учетом вовлеченности структур головного мозга // Обучение и воспитание: методики и практика. — 2013. — № 5. — С. 96—102.
- Шалаева С. Л. Дети индиго и мифологизация межпоколенных отношений: опыт социально-философского анализа // Труды БГТУ. История, философия, филология. — Минск: БГТУ, 2012. — № 5 (152). — С. 119—123.
- Шалаева С. Л. Дети индиго как мифологизация межпоколенных отношений в трансформирующемся обществе // Социальная синергетика и актуальная наука: Инновационные ресурсы и национальная безопасность в эпоху глобальных трансформаций Международный сборник научных трудов / Под общей редакцией В. П. Шалаева. — Йошкар-Ола: ПГТУ, 2012. — С. 206—212. — 348 с. — ISBN 978-5-8158-1026-6.
- Шалаева С. Л. Межпоколенные отношения как фактор социальной динамики и конфликтогенности современного общества // Конфликтология. — 2012. — № 2. — С. 126—141.
- Шалаева С. Л. Феномен детей индиго: конструирование мифа или реальность префигуративного общества (социально-философский анализ) // Конфликтология. — 2014. — № 1. — С. 165—175.
- Кэрролл Ли, Тоубер Джен: Дети Индиго. Новые дети уже пришли. Изд-во "СОФИЯ". Киев. 1999.

### Публицистика
публицистические книги
- Tappe N. Understanding your life thru color: Metaphysical concepts in color and aura. — Starling Publishers, 1986. — ISBN 0-940399-00-8.
- Артемьева Лариса. Дети, которые подарят нам счастье. Как строить жизнь с ребёнком индиго. — АСТ Прайм Еврознак, 2008. — 152 с. — 4000 экз. — ISBN 978-5-17-053085-4.
- Бейнарович Е. Под знаком индиго. — Одесса: Астропринт, 2009. — 211 с. — 4000 экз. — ISBN 966-318-356-X.
- Березина А., Артемьева Л. Большая книга о детях индиго. — М.: АСТ, 2008. — 256 с. — ISBN 978-5-9713-8572-1.
- Белимов Г. С. Дети индиго в России. Вундеркинды третьего тысячелетия. — Вече, 2008. — 416 с. — ISBN 978-5-9533-2826-5.
- Белимов Г. С. Дети индиго. Кто управляет планетой?. — М.: Рипол-классик, 2007. — 384 с. — ISBN 978-5-7905-5197-0.
- Верче, Дорин. Забота о детях индиго. — Киев: София, 2005. — 272 с. — ISBN 5-9550-0806-3.
- Войтинас, Зигфрид. Кто они, Дети Индиго? — Духовное познание, 2003. — 176 с. — ISBN 3-7235-0693-3.
- Гегенкамп Каролина. Феномен Индиго: Дети нового времени. — М.: София, 2007. — С. 288. — 5000 экз. — ISBN 978-5-91250-382-5.
- Гегенкамп Каролина. Энциклопедия индиго. — М.: София, 2007. — С. 288. — 5000 экз. — ISBN 978-5-91250-415-0.
- Дженкинс П. Дети Индиго. Воспитание духовности у детей. — М.: София, 2007. — 224 с. — 5000 экз. — ISBN 978-5-91250-087-9.
- Земун Юрий. Этерлинг. Версия чуда. Дети Индиго в России. — Сова, 2007. — 160 с. — 5000 экз. — ISBN 5-17-037927-7.
- Куртышева М. Дети Индиго — будущее человечества. — СПб.: Питер, 2008. — 208 с. — ISBN 978-5-91180-651-4.
- Кюлевинд, Георг. Звёздные дети. — Эвидентис, 2006. — 172 с. — ISBN 5-94610-029-7.
- Кэрролл Л., Тоубер Дж. Дети Индиго. — Киев: София, 2007. — 240 с. — ISBN 978-5-91250-261-3.
- Кэрролл Л., Тоубер Дж. Дети Индиго-2. Праздник цвета индиго. — Киев: София, 2003. — 240 с. — ISBN 5-9550-0240-5.
- Кэрролл Л., Тоубер Дж. Дети Индиго. 10 лет спустя. — Киев: София, 2009. — 384 с. — ISBN 978-5-91250-854-7.
- Леви В. Как воспитывать родителей, или Новый нестандартный ребенок. — Торобоан, 2007. — 416 с. — ISBN 978-5-901226-15-5.
- Некрасов Н., Некрасова З. Недетский лепет // Постчеловечество / Научный редактор М. Б. Ходорковский. — М.: Алгоритм, 2006. — С. 302—318. — 320 с. — 2000 экз. — ISBN 978-5-9265-0327-9.
- Самородов Д. П. Виват Индиго! О пионерах шестой расы и Новой Эре. Избранные метафилософские труды. — Стерлитамак: Изд-во «Фобос», 2008. — 244 с.
- Харланд Симоне. Гиперактивный или сверходарённый (как помочь нестандартным детям). — «Весь», 2004. — 128 с. — 5000 экз. — ISBN 5-9573-0309-7.
- Харрисон, Стивен. Счастливый ребенок. — М.: София, 2005. — С. 192. — (Дети индиго). — ISBN 5-9550-0648-6.
- Этуотер П. М. Х. За пределами детей индиго. — Киев: София, 2006. — 320 с. — ISBN 5-91250-015-2.

Публицистические статьи
- Бобылев А. Люди Индиго — кто они? // Губернія. — 06.01.2007.
- Герасимова Е. «Так есть ли дети индиго? Учёные отмечают прогресс в развитии новых поколений» // Независимая газета : газета. — 22.12.2006. — № 280—281. Обсуждение проблемы детей индиго в Общественной палате РФ
- Ефименко В. Сенсация! шестая раса правит миром? // Газета «Аномальные новости». — 30.10.2009. Архивировано 17 января 2010 года.
- Кузина С. Дети индиго уже живут среди нас? // Комсомольская правда. — 01.05.2008.
- Левшинова С. Дети индиго — другая реальность (недоступная ссылка — история) // Журнал «Наука и религия». — 2006. — № 6.
- Леонова Е. Цвет времени: синий // Искусство кино. — 2008. — № 5. — С. 78—85. — ISSN 0130-6405.
- Савенков А. И. «Дети Индиго»: осторожно — мистификация // Газета «Школьный психолог». — 2007. — № 4—5. Архивировано 13 февраля 2012 года.
- Севидова Н. В мире людей — это альтруисты. Их всё больше приходит в наш мир // Вести сегодня. — 10.05.2007.
- Тимофеев В. Кто они, дети индиго? // Газета «Новый день». — № 63 (776).
- Черномыс, Ольга. Дети индиго: главная мистификация XX века // Дети@Mail.ru. — 23.04.2015.